# LBV 1806-20
Az LBV 1806-20 egy fényes kék változó egy lehetséges kettős csillagrendszerben, a Naptól 30 000–49 000 fényévre található a galaxis központja felé. A teljes rendszer tömege 130–200 naptömeg, és a becslések szerint a változó fényerő akár 40 milliószorosa lehet a Napénak, így hasonlóan olyan ragyogó, mint az éta Carinae vagy a Pisztoly-csillag, amelyek a legfényesebb ismert csillagok (amelyek mindegyike fényes kék változó).
A nagy fényesség ellenére szinte láthatatlan a Naprendszerből nézve, mert a látható fénynek kevesebb mint egy milliárdod része jut el hozzánk, a többit elnyeli a közbeeső csillagközi gáz és por. A csillag fényessége 8 magnitúdó a 2 mikrométeres közeli infravörös hullámhosszon, ami a számítások szerint a látható hullámhosszon mindössze 35 magnitúdó.

## Képzelt elméletek
A jelenlegi csillagkeletkezési elméletek szerint egy csillag legfeljebb 120 naptömegű lehet, de az LBV 1806-20 óta már mértek legalább 130 naptömeget is. Egyes mérések után a csillagot 150–200 naptömegűre becsülték.
Akadt némi vita, hogy vajon az LBV 1806-1820 egyetlen csillag, vagy egy halmaz. A fényerejét nagy felbontású képalkotóval készítették, amelynek eredményei arra utalnak, hogy az LBV 1806-1820 egy csillag. Azonban a legújabb nagy felbontású spektroszkópokkal kiderült, hogy a csillagnak lehet egy társa, és hogy a tömeg a csillagrendszerben kevesebb mint 130 naptömeg.

## Elhelyezkedés
Az LBV 1806-1820 középpontjában áll a G10.0-0.3 rádióködnek, és része a Cl * 1806-1820 csillaghalmaznak, amely maga is része a W31-nek, ami az egyik legnagyobb H II régióban van a Tejútrendszerben. Az 1806-20 halmaz néhány igen szokatlan csillagból áll, beleértve a két szénben gazdag Wolf–Rayet-csillagot (WC9d és WCL), két kék hiperóriást és egy Magnetárt (SGR 1806-20).